# ديفيد غاريت
ديفيد غاريت (بالإنجليزية: David Garrett) هو سياسي نيوزلندي، ولد في 1958. حزبياً، نشط في حزب آكت نيوزيلندا. وقد انتخب عضو مجلس النواب النيوزيلندي.